# Braunsapis langenburgensis
Braunsapis langenburgensis är en biart som först beskrevs av Embrik Strand 1915.  Braunsapis langenburgensis ingår i släktet Braunsapis och familjen långtungebin. Inga underarter finns listade.